# Lá bemol

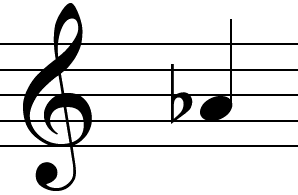
Nota musical na escala

Lá bemol (Lá♭ na notação europeia e A♭ na americana) é uma nota musical um semitom acima de sol e uma abaixo de lá. É, pois, enarmônica da nota sol sustenido.

## Altura
No temperamento igual, o lá bemol que fica logo acima do dó central do piano (A♭4) tem a freqüência aproximada de 416 Hz. Tem o seu enarmônico, G♯.